# Chad Coleman
Pour les articles homonymes, voir Coleman.
 (avril 2020).
Si vous disposez d'ouvrages ou d'articles de référence ou si vous connaissez des sites web de qualité traitant du thème abordé ici, merci de compléter l'article en donnant les références utiles à sa vérifiabilité et en les liant à la section « Notes et références ».
Chad L. Coleman est un acteur américain. Il est surtout connu pour avoir joué le personnage de Dennis « Cutty » Wise dans la série télévisée Sur écoute (The Wire), et Tyreese dans The Walking Dead.

## Biographie

### Jeunesse
Chad Coleman a grandi dans une famille d'accueil à Richmond, en Virginie. Durant sa jeunesse, il a pratiqué l'athlétisme, mais a tourné son attention vers des études de théâtre après une blessure à la jambe. Avant de devenir acteur, Coleman a servi dans l'armée des États-Unis entre 1995 et 1999 en tant que caméraman.

### Carrière

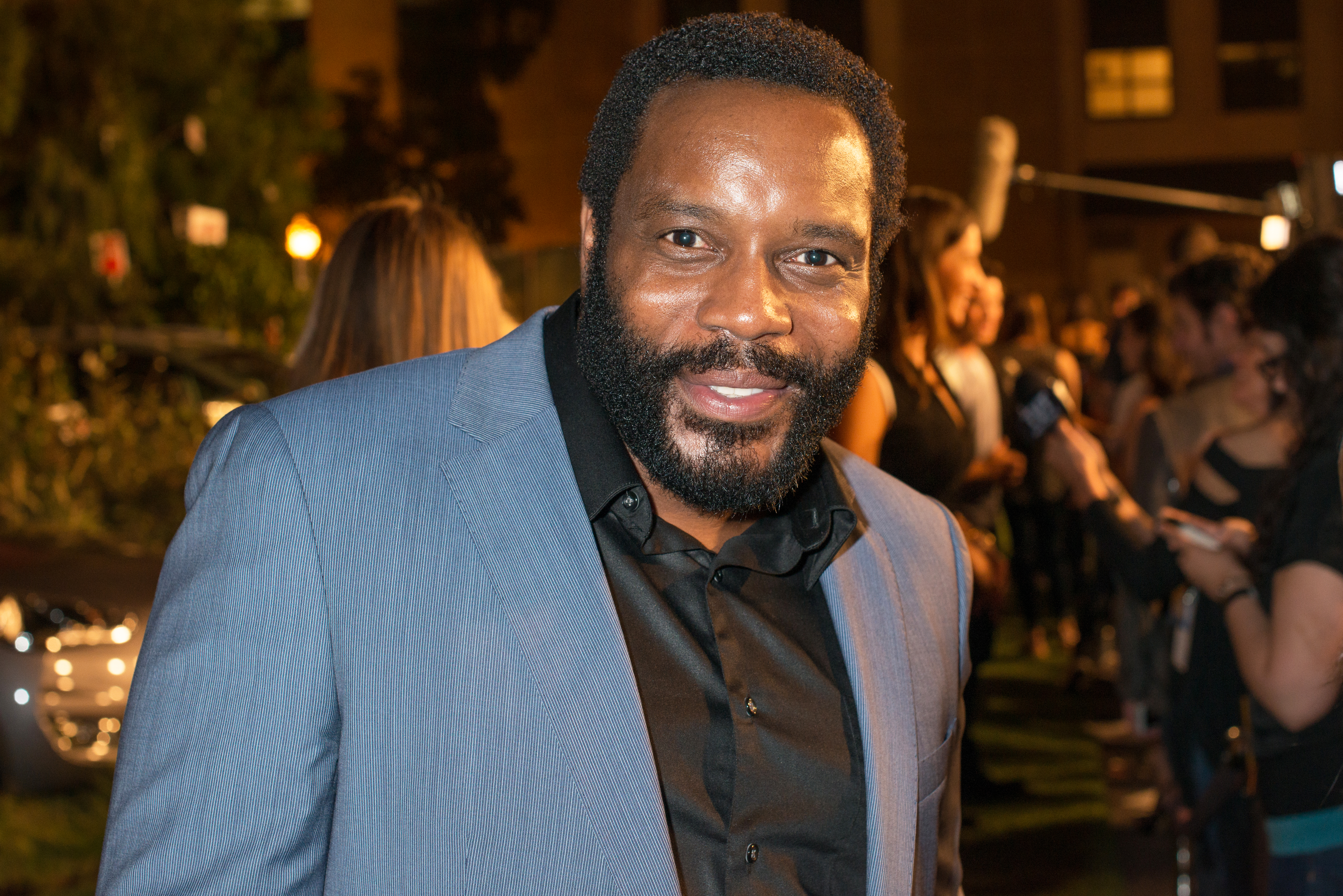
Chad Coleman en 2013 lors d'un évènement The Walking Dead.

Chad Coleman a joué un rôle de premier plan sur la série de HBO Sur écoute (The Wire) en jouant le réformé criminel Dennis « Cutty » Wise.
En 2002, il interprète le rôle de O. J. Simpson dans le téléfilm Monday Night Mayhem. Il a également eu un rôle d'invité dans Terminator : Les Chroniques de Sarah Connor, série télévisée sur Fox. Il a par ailleurs eu un petit rôle dans Carlito's Way: Rise to Power. Il a récemment été impliqué dans le développement de Left 4 Dead 2 en prêtant sa voix au personnage du coach.
En 2009, Coleman parait dans une reprise de la pièce de théâtre d'August Wilson Joe Turner's Come and Gone à Broadway et a par la suite eu un rôle dans la série de télévision norvégienne Buzz Aldrin, What Happened To You In All The Confusion?, tirée du roman de Johan Harstad. La série a été diffusée en Europe en novembre 2011. Il est invité à jouer dans l'épisode US Marshals : Protection de témoins (Whistle Stop) en tant qu'ex-boxer / témoin souffrant de démence pugilistique et dans l'épisode de Lie to Me (The Canary's Song) dans le rôle d'un mineur de charbon. Il a également été invité-vedette dans deux épisodes de Philadelphia (It's Always Sunny in Philadelphia) en 2010.
En 2011, il décroche le rôle de Gary Miller, l'ex-mari de Nikki Miller et père de la fille manipulatrice Mackenzie dans la sitcom de la chaîne Fox I Hate My Teenage Daughter, qui a débuté en automne 2011.
Entre 2012 et 2015, il a joué le personnage de Tyreese dans la série télévisée The Walking Dead sur AMC.

## Filmographie

### Films
- 1993 : New York Cop : le vendeur de glaces
- 1999 : Saturn : le garçon de salle
- 2001 : The Gilded Six Bits / Revolution #9 : l'nfirmier de nuit (The Gilded Six Bits)
- 2002 : Monday Night Mayhem : O.J. Simpson
- 2002 : The End of the Bar : Dr Scott Rosen
- 2004 : Brother to Brother : El
- 2005 : Carlito's Way: Rise To Power : Clyde
- 2006 : Confessions
- 2007 : Wifey : Parnell
- 2009 : Boldly Going Nowhere : Cobolt
- 2011 : The Green Hornet : Chili
- 2011 : Comment tuer son boss ? : Curtis
- 2015 : Shoedog : Issac
- 2025 : Christy de David Michôd : Don King

### Téléfilm
- 2017 : Destin brisé : Michael Jackson, derrière le masque (Michael Jackson: Searching for Neverland) de Dianne Houston : Bill Whitfield, garde du corps de Michael Jackson

### Séries télévisées
- 1992 : Here and Now : Roland (1 épisode)
- 1994 : New York, police judiciaire : Henry (saison 4, épisode 11)
- 1994 - 1996 : New York Undercover :  Kevin Gray (saison 1, épisode 4) / Shoop (saison 2, épisode 23)
- 1995 : New York, police judiciaire :  Weiner (saison 6, épisode 6)
- 1999 - 2001 : New York 911 : Grissom (saison 1, épisode 3) / Lamar (saison 3, épisode 4)
- 2003 : New York, unité spéciale : le gardien de prison (saison 4, épisode 13)
- 2003 : Haine et Passion : Moïse
- 2004 - 2008 : Sur écoute : Dennis « Cutty » Wise (saisons 3 et 4 + 1 épisode saison 5)
- 2005 : Numb3rs : Williams (1 épisode)
- 2008 : New Amsterdam : lieutenant Bobby Graham
- 2008 : Life on Mars : Suède
- 2009 : Les Experts : Miami : Kevin Landau
- 2009 : Terminator : Les Chroniques de Sarah Connor : Queeg
- 2009 : The Forgotten : Ray Perkins
- 2010 : US Marshals : Protection de témoins : Ricky Dupree-Dumont
- 2010 : Lie to Me : Darryl
- 2010 : The Good Wife : Carter Wright
- 2010 - 2013 : Philadelphia (It's Always Sunny in Philadelphia) : Z (saison 6, épisodes 10 et 12 et saison 9, épisode 3)
- 2011 - 2013 : I Hate My Teenage Daughter : Gary (13 épisodes)
- 2012 : Electric City : Manny
- 2012 : Esprits criminels : Malcolm Ford (VF : Thierry Desroses)
- 2012 : Burn Notice : Brady Pressman
- 2012 - 2015 : The Walking Dead : Tyreese (saison 3, 5 épisodes / principal à partir de la saison 4) - (18 épisodes)
- 2014 : New York, unité spéciale : A.J. Martin (saison 16, épisode 8)
- 2015 - 2021 : The Expanse : Fred Johnson
- 2016 : Racines : Mingo
- 2016 : Arrow : Tobias Church
- 2017 - ... : The Orville : Klyden
- 2019 : All American (série télévisée) : Corey James (4 épisodes)

### Jeux vidéo
- 2005 : The Warriors : La Police
- 2005 : 50 Cent: Bulletproof : Booker
- 2006 : Bully : Officier Williams
- 2008 : Grand Theft Auto IV : K 109 Imaging
- 2009 : Grand Theft Auto: The Ballad of Gay Tony : K 109 Imaging
- 2009 : Left 4 Dead 2 : Coach